# Saison 1966-1967 de la LIH
Saison précédente Saison suivante
La Saison 1966-1967 est la vingt-deuxième saison de la ligue internationale de hockey.
Les Blades de Toledo remportent la Coupe Turner en battant les Komets de Fort Wayne en série éliminatoire.

## Saison régulière
Ajout à la ligue des Checkers de Columbus avant le début de la saison.

### Classement de la saison régulière
Pour les significations des abréviations, voir Statistiques du hockey sur glace.
| Clt   | Équipe                  | PJ | V  | D  | N | BP  | BC  | Pts |
| ----- | ----------------------- | -- | -- | -- | - | --- | --- | --- |
| +001, | Gems de Dayton          | 72 | 44 | 25 | 3 | 315 | 282 | 91  |
| +002, | Komets de Fort Wayne    | 72 | 40 | 31 | 1 | 274 | 234 | 81  |
| +003, | Blades de Toledo        | 72 | 39 | 31 | 2 | 284 | 247 | 80  |
| +004, | Oak Leafs de Des Moines | 72 | 36 | 32 | 4 | 256 | 264 | 76  |
| +005, | Flags de Port Huron     | 72 | 34 | 33 | 5 | 314 | 300 | 73  |
| +006, | Mohawks de Muskegon     | 72 | 27 | 43 | 2 | 262 | 299 | 56  |
| +007, | Checkers de Columbus    | 72 | 23 | 48 | 1 | 294 | 373 | 47  |

- Champion de la saison régulière
- Qualifié pour les séries éliminatoires

### Meilleurs pointeurs
| Joueur              | Équipe     | PJ | B  | A  | Pts | Pun |
| ------------------- | ---------- | -- | -- | -- | --- | --- |
| Len Thornson        | Fort Wayne | 71 | 46 | 93 | 139 | 10  |
| Guy Trottier        | Dayton     | 67 | 71 | 66 | 135 | 23  |
| Frank St. Marseille | Port Huron | 72 | 41 | 77 | 118 | 46  |
| Ken Saunders        | Port Huron | 72 | 32 | 74 | 106 | 42  |
| John Goodwin        | Fort Wayne | 72 | 43 | 63 | 106 | 34  |
| Ed Bartoli          | Columbus   | 70 | 31 | 72 | 103 | 252 |
| Chick Chalmers      | Toledo     | 72 | 34 | 67 | 101 | 20  |
| Merv Dubchak        | Fort Wayne | 72 | 52 | 46 | 98  | 20  |
| Stan Maxwell        | Toledo     | 71 | 44 | 53 | 97  | 39  |
| Lyle Bradley        | Des Moines | 69 | 28 | 63 | 91  | 113 |

## Séries éliminatoires
Les séries éliminatoires se déroulent du 28 mars au 19 avril. Les vainqueurs des demi-finales s'affrontent pour l'obtention de la Coupe Turner.

### Tableau
|  | Demi-finales            | Demi-finales     |                      |   | Finale | Finale |
|  | Demi-finales            | Demi-finales     |                      |   | Finale | Finale |
|  |                         |                  |                      |   |        |        |
|  |                         |                  |                      |   |        |        |
|  |                         |                  |                      |   |        |        |
|  | Gems de Dayton          | 0                |                      |   |        |        |
|  | Gems de Dayton          | 0                |                      |   |        |        |
|  | Blades de Toledo        | 4                |                      |   |        |        |
|  | Blades de Toledo        | 4                | Komets de Fort Wayne | 2 |        |        |
|  |                         |                  | Komets de Fort Wayne | 2 |        |        |
|  |                         | Blades de Toledo | 4                    |   |        |        |
|  | Komets de Fort Wayne    | Blades de Toledo | 4                    | 4 |        |        |
|  | Komets de Fort Wayne    |                  |                      | 4 |        |        |
|  | Oak Leafs de Des Moines | 3                |                      |   |        |        |
|  | Oak Leafs de Des Moines | 3                |                      |   |        |        |

### Demi-finales
Pour les demi-finales, l'équipe ayant terminé au premier rang lors de la saison régulière, les Gems de Dayton, affrontent l'équipe ayant terminé au troisième rang, les Blades de Toledo, puis celle ayant fini au deuxième rang, les Komets de Fort Wayne, font face à l'équipe ayant pris la quatrième place, les Oak Leafs de Des Moines. Pour remporter les demi-finales, les équipes doivent obtenir quatre victoires.
| Date      | Équipe à domicile | Score | Équipe visiteuse |
| --------- | ----------------- | ----- | ---------------- |
| 29 mars   | Gems de Dayton    | 3-4   | Blades de Toledo |
| 1er avril | Gems de Dayton    | 2-4   | Blades de Toledo |
| 2 avril   | Blades de Toledo  | 6-4   | Gems de Dayton   |
| 5 avril   | Blades de Toledo  | 5-0   | Gems de Dayton   |

Les Blades de Toledo remportent la série 4 victoires à 0.
| Date      | Équipe à domicile       | Score | Équipe visiteuse        |
| --------- | ----------------------- | ----- | ----------------------- |
| 28 mars   | Komets de Fort Wayne    | 2-0   | Oak Leafs de Des Moines |
| 30 mars   | Komets de Fort Wayne    | 5-4   | Oak Leafs de Des Moines |
| 1er avril | Oak Leafs de Des Moines | 4-3   | Komets de Fort Wayne    |
| 3 avril   | Oak Leafs de Des Moines | 3-6   | Komets de Fort Wayne    |
| 5 avril   | Komets de Fort Wayne    | 2-5   | Oak Leafs de Des Moines |
| 7 avril   | Oak Leafs de Des Moines | 3-2   | Komets de Fort Wayne    |
| 8 avril   | Komets de Fort Wayne    | 6-0   | Oak Leafs de Des Moines |

Les Komets de Fort Wayne remportent la série 4 victoires à 3.

### Finale
La finale oppose les vainqueurs de leur série respectives, les Blades de Toledo et les Komets de Fort Wayne. Pour remporter la finale les équipes doivent obtenir quatre victoires.
| Date     | Équipe à domicile    | Score | Équipe visiteuse     |
| -------- | -------------------- | ----- | -------------------- |
| 9 avril  | Komets de Fort Wayne | 4-2   | Blades de Toledo     |
| 11 avril | Blades de Toledo     | 3-2   | Komets de Fort Wayne |
| 13 avril | Blades de Toledo     | 3-2   | Komets de Fort Wayne |
| 15 avril | Blades de Toledo     | 5-4   | Komets de Fort Wayne |
| 18 avril | Komets de Fort Wayne | 2-1   | Blades de Toledo     |
| 19 avril | Blades de Toledo     | 3-0   | Komets de Fort Wayne |

Les Blades de Toledo remportent la série 4 victoires à 2.

### Effectifs de l'équipe championne
Voici l'effectif des Flags de Port Huron, champion de la Coupe Turner 1967:
- Entraîneur : Terry Slater.
- Joueurs : Richard Balon, William Chalmers, Roy Davidson, Larry Hornung, Greg Jablonski, Barry Jakeman, Lou Kazowski, Chuck Kelly, Carl Kraft, Stan Maxwell, Melvin Melanchuk, Jim Niekamp, Glenn Ramsay, Jim Sanko, Don Westbrooke.

## Trophée remis
| Trophée               | Description                       | Vainqueur         |
| --------------------- | --------------------------------- | ----------------- |
| Coupe Turner          | Champion des séries éliminatoires | Blades de Toledo. |
| Trophée Fred-A.-Huber | Champion de la saison régulière   | Gems de Dayton.   |

| Trophée                  | Description                                         | Vainqueur                           |
| ------------------------ | --------------------------------------------------- | ----------------------------------- |
| Trophée Leo-P.-Lamoureux | Meilleur pointeur                                   | Len Thornson, Komets de Fort Wayne. |
| Trophée James-Gatschene  | Meilleur joueur                                     | Len Thornson, Komets de Fort Wayne. |
| Leading Rookie award     | Meilleur joueur recrue                              | Kerry Bond, Checkers de Columbus.   |
| Trophée des gouverneurs  | Meilleur défenseur                                  | Larry Mavety, Flags de Port Huron.  |
| Trophée James-Norris     | Gardien avec la plus faible moyenne de buts alloués | Glenn Ramsay, Blades de Toledo.     |